# الحرب الأهلية المرادية (1677-1679)
الحرب الأهلية المرادية هو صراع على السلطة في تونس في القرن السابع عشر بين فصائل من السلالة المرادية. حيث بعد وفاة مراد الثاني، اندلع نزاع على الخلافة بين أبنائه وشخصيات رئيسية أخرى.

## الخلفية
تم الاعتراف بمحمد باي المرادي عام 1675 باياً جديدا, اي قبل وفاة مراد الثاني. ومع ذلك، بعد أسابيع قليلة من توليه المنصب، نفى عمه محمد الحفصي، الذي انتخبه الديوان دايًا لموازنة سلطة شقيقه مراد الثاني. في البروتوكول أصبح الحفصي اعلى من ابن أخيه، و كان يتمتع بالهيبة التي جاءت لكونه ابن حمودة باشا باي، الذي كان أكثر شعبية من مراد الثاني.
كان الابن الثاني لمراد الثاني، علي باي، محبطًا من نصيبه في تقسيم السلطة، فلجأ إلى باي قسنطيطينة؛ و جلب قبائل شمال غرب تونس إلى جانبه بوعود بالذهب والفضة.

## الحرب
غادر محمد باي المرادي تونس قبل وصول قوات علي وهرب إلى القيروان. حاصر علي المدينة و استجاب محمد لدعوة أخيه للقتال. وقد انتصر علي في معركة الكريمة التي دارت في سهل فحص سنة 1677. فأمر قواته بمحاصرة القيروان وعاد إلى تونس ليُعترف به بايًا بدلًا من أخيه الذي ظل محاصرًا في القيروان.
عاد محمد الحفصي باشا من منفاه في الأراضي العثمانية بقوات تم تجنيدها حديثًا وتحالف مع ابن أخيه محمد باي المرادي ضد علي باي. وبعد وساطة داي الجزائر، تم توقيع معاهدة في 10 ديسمبر 1679 بين الأمراء المراديين الثلاثة وديوان الميليا: بقي علي باياً على تونس، وأصبح شقيقه محمد حاكما للسناجق الداخلية وحصَل محمد الحفصي مركز باشا تونس.